# Saint-Maurice-sur-Eygues
 Saint-Maurice-sur-Eygues  es una población y comuna francesa, en la región de Ródano-Alpes, departamento de Drôme, en el distrito de Nyons y cantón de Nyons.

## Demografía
| 351 | 352 | 345 | 439 | 484 | 543 |
| Para los censos de 1962 a 1999 la población legal corresponde a la población sin duplicidades (Fuente: INSEE [Consultar]) |     |     |     |     |     |